# Hideji Ōtaki
Hideji Ōtaki (大滝 秀治 Ōtaki Hideji?, n. 6 iunie 1925, Prefectura Niigata, Japonia – d. 2 octombrie 2012, Tokyo⁠(d), Tōkyō, Japonia) a fost un actor japonez de teatru și film. A îndeplinit funcția de președinte al companiei teatrale Mingei.

## Biografie
După ce a servit în Armata Japoniei în timpul celui de-al Doilea Război Mondial, Hideji Ōtaki a devenit interesat de teatru și a participat la formarea trupei Gekidan Mingei în 1950.
El a devenit celebru în anii 1970 pentru rolurile sale din serialele de televiziune, dar a apărut în multe filme de cinema, în special în cele ale lui Jūzō Itami. A jucat rolul generalului Masakage Yamagata, unul dintre comandanții clanului Takeda, în filmul Kagemusha (1980) al lui Akira Kurosawa. Ultimul său film, Anata e, cu Ken Takakura în rolul principal, a fost lansat cu câteva luni înainte de moartea sa. A murit de cancer pulmonar la 2 octombrie 2012 în casa lui din Tokyo.
El a câștigat premiul cel mai bun actor în rol secundar la primul festival de film Hochi pentru Frate și soră, Urmărire periculoasă și Fumō Chitai.

## Filmografie selectivă
- 1952: Les Enfants d'Hiroshima (原爆の子 Genbaku no ko?), regizat de Kaneto Shindō
- 1964: Le Soleil noir (黒い太陽 Kuroi taiyō?), regizat de Koreyoshi Kurahara
- 1973: Baby Cart : Le Territoire des démons (子連れ狼 冥府魔道 Kozure Ōkami: Meifumadō?), regizat de Kenji Misumi
- 1971: Otoko no sekai (男の世界?), regizat de Yasuharu Hasebe
- 1976: Frate și soră (あにいもうと Ani imōto?), regizat de Tadashi Imai
- 1976: Urmărire periculoasă (君よ噴怒の河を渉れ Kimi yo funnu no kawa wo watare?), regizat de Jun'ya Satō
- 1976: Zone stérile (不毛地帯 Fumō chitai?), regizat de Satsuo Yamamoto
- 1976: Le Complot de la famille Inugami (犬神家の一族 Inugami-ke no ichizoku?), regizat de Kon Ichikawa
- 1977: Mont Hakkoda (八甲田山 Hakkodasan?), regizat de Shirō Moritani
- 1978: La Reine des abeilles (女王蜂 Joōbachi?), regizat de Kon Ichikawa - avocatul Kano
- 1978: Fleurs d'hiver (冬の華 Fuyu no hana?), regizat de Yasuo Furuhata - Ichirō
- 1979: Nichiren (日蓮?), regizat de Noboru Nakamura - Dozen
- 1980: Kagemusha (影武者 Kagemusha?), regizat de Akira Kurosawa - generalul Masakage Yamagata[5]
- 1981: L'Affaire Shimoyama (日本の熱い日々 謀殺・下山事件 Nihon no atsui hibi bōsatsu: Shimoyama jiken?), regizat de Kei Kumai
- 1982: La Rivière Dotonbori (道頓堀川 Dōtonborigawa?), regizat de Kinji Fukasaku
- 1983: La Taverne Chōji (居酒屋兆治 Izakaya Chōji?), regizat de Yasuo Furuhata
- 1984: The Funeral (お葬式 Osōshiki?), regizat de Jūzō Itami
- 1984: Les Enfants de Mac Arthur (瀬戸内少年野球団 Setouchi shōnen yakyūdan?), regizat de Masahiro Shinoda
- 1985: Tampopo (タンポポ Tanpopo?), regizat de Jūzō Itami
- 1989: Les Copains d'abord (あ・うん A un?), regizat de Yasuo Furuhata - proprietarul hanului (ryokan)
- 1990: A-ge-man (あげまん?), regizat de Jūzō Itami
- 1990: Childhood Days (少年時代 Shōnen jidai?), regizat de Masahiro Shinoda
- 1992: L'Avocate (ミンボーの女 Minbō no onna?), regizat de Jūzō Itami
- 2003: Spy Sorge (スパイ・ゾルゲ Supai Zorge?), regizat de Masahiro Shinoda
- 2004: Casshern (キャシャーン Kyashān?), regizat de Kazuaki Kiriya
- 2004: IZO (イゾウ?), regizat de Takashi Miike
- 2012: Anata e (あなたへ?), regizat de Yasuo Furuhata

## Seriale de televiziune
- Mito Kōmon (1973)
- Hissatsu Shiokinin (1973) (ep. 1, invitat)
- Tsūkai! Kōchiyama Sōshun (1975)
- Shiroi Kyotō (1978)
- Dokuganryū Masamune (1987) - Kosai Sōitsu
- Hoshi no Kinka (1995) - Shirō Morioka
- Hachidai Shōgun Yoshimune (1995) - Tokugawa Mitsusada
- Mōri Motonari (1997) - Hanshū
- Sakura (2002) - James Takero Matsushita

## Premii și distincții
- 1976: Premiul pentru cel mai bun actor în rol secundar la prima ediție a premiilor Hōchi pentru interpretările sale în Frère ainé, sœur cadette și Zone stérile[6]
- 1977: Premiul Panglica Albastră pentru cel mai bun actor în rol secundar pentru interpretările sale în Frère ainé, sœur cadette și Zone stérile
- 1977: Premiul Kinema Junpō pentru cel mai bun actor în rol secundar pentru interpretările sale în Frère ainé, sœur cadette și Zone stérile
- 1977: Premiul Mainichi pentru cel mai bun actor în rol secundar pentru interpretările sale în Frère ainé, sœur cadette și Zone stérile
- 1988: Medalia cu panglică violetă
- 2011: Persoană cu merit cultural
- 2013: Premiul Academiei Japoneze de Film pentru cel mai bun actor în rol secundar pentru interpretarea sa în Anata e

## Legături externe
- Hideji Ōtaki la Internet Movie Database